# Composé organo-arsénié
Les composés organoarséniés ou composés organoarsenicaux sont des composés organométalliques caractérisés par une liaison chimique entre un atome d'arsenic et un de carbone. Ces composés de l'arsenic relèvent donc de la chimie organique.
Malgré leur toxicité, les molécules organoarséniées ont été et sont encore très utilisées.
Naturelles ou artificielles, elles présentent toutes des propriétés toxicologiques et écotoxicologiques particulières, liées à la toxicité intrinsèque de l'arsenic, et à leur grande biodisponibilité pour certaines espèces, c'est pourquoi elles sont ou ont été produites industriellement pour être utilisées comme pesticides (sous forme pentavalente surtout), à la fois pour des usages insecticides, herbicides ou fongicides. En raison de préoccupations croissantes au sujet de leur impact sur la santé et l'environnement, nombre d'entre elles ont été interdites ou tendent à être moins utilisées pour tout ou partie de leurs anciens usages.
Le composé de base est l'arsine, AsH3 (qui s'est fait connaître du public pour son utilisation dans les armes chimiques de la Première Guerre mondiale, en complément de l'ypérite).

## Histoire
Le composé organoarsénié le plus ancien connu, semble avoir été le nauséabond cacodyle nommé comme tel en 1760. Il est parfois considéré comme le premier composé organométallique synthétisé.
Le composé Salvarsan (1908), dérivé de l'atoxyl (1859) d'Antoine Béchamp, a été le premier produit organoarsenical pharmaceutique réellement efficace. Son inventeur, Paul Ehrlich, a été récompensé par le prix Nobel.

## Synthèse et classification
L'arsenic se présente généralement dans les états d'oxydation (III) et (V), illustrés par les halogénures AsX3 (X = F, Cl, Br, I) et AsF5. En conséquence, les composés organoarsenicaux sont généralement trouvés dans ces deux états d'oxydation.

## Chimie et utilisation

### Organoarsenicaux (V)
Les composés arsenicaux de l'arsenic(V) présentent typiquement les groupes fonctionnels RAsO(OH)2 ou R2AsO(OH) (R = alkyl ou aryl). L'acide cacodylique, de formule (CH3)2AsO2H, tient une place de choix dans le domaine de la chimie des composés organoarsenicaux. En revanche, l'acide diméthylphosphonique ((CH3)2PO2H) a une place moins importante dans la chimie correspondante du phosphore.
L'acide cacodylique provient de la méthylation de l'oxyde d'arsenic(III).
Les acides phénylarsoniques peuvent être produits par la réaction de l'acide arsénique avec des anilines (réaction de Béchamp).
L'acide monométhylé (acide méthanearsonique, CH3AsO(OH)2) est un précurseur de fongicides (marque Neoasozin par exemple) très utilisé dans les cultures du riz et du coton.
Des dérivés de l'acide phénylarsonique (C6H5AsO(OH)2) sont utilisés comme additifs alimentaires pour le bétail, notamment dans le Roxarsone (C6H6AsNO6), l’acide 3-nitro-4-hydroxyphénylarsonique, utilisé afin de contrôler les maladies causées par les coccidies et certains troubles de croissance des porcs et volailles. Ces utilisations sont controversées car introduisant des formes solubles de l'arsenic, beaucoup plus toxiques, dans l'environnement.
Les composés de l'arsenic(V) ne contenant que des ligands organiques sont rares, le membre prééminent de cette famille est un dérivé pentaphényl de l'arsenic (C6H5)5.

### Organoarsenicaux (III)
La plupart de ces composés sont préparés par alkylation de AsCl3 et de ses dérivés à l'aide d'organolithium et d'un réactif de Grignard. On connaît par exemple, la série triméthylarsine ((CH3)3As), diméthylarsenic chloride ((CH3)2AsCl), et dichlorométhylarsine (CH3AsCl2).
Une réduction des dérivés chlorés avec des agents réducteurs (hydrures) produit les hydrures correspondants, tels le diméthylarsine ((CH3)2AsH) et le méthylarsine (CH3AsH2). Des manipulations similaires peuvent être faites pour d'autres composés organochlorés.
Une voie importante de production de composés diméthylarséniés commence par la réduction de l'acide cacodylique (voir ci-dessus) :
(CH3)2AsO2H + 2 Zn + 4 HCl → (CH3)2AsH + 2 ZnCl2 + 2 H2O
(CH3)2AsO2H + SO2 + HI → (CH3)2AsI + SO3 + H2O
Une variété d'hétérocycles contenant de l'arsenic(III) est connue. Il s'agit notamment de l'arsole, l'analogue arsénié du pyrrole, et l'arsabenzène, l'analogue arsénié du pyridine.
Des composés organoarsenicaux symétriques (III) composés, telles la triméthylarsine et la triphénylarsine, sont couramment utilisés comme ligands en chimie de coordination. Ils se comportent comme des ligands phosphine, mais ils sont moins basiques.

Le C6H4 diarsine C6H4(As(CH3)2)2, connu sous le nom de diars, est un ligand chélateur.
Le thorin, hautement toxique, est utilisé pour la détection de certains métaux.

### Organoarsenicaux (I)
Ils sont actuellement moins importants en termes d'utilisation commerciale, mais ils ont connu un grand succès comme médicaments antisyphilitiques, le Salvarsan et le Neosalvarsan étant les plus représentatifs de cette classe.

## Agents toxiques pour armes chimiques
Des composés organoarsenicaux, en particulier ceux présentant des ponts As-Cl, ont été utilisés dans les gaz de combat, essentiellement durant la Première Guerre mondiale, pour produire la Lewisite (Dichlorure chlorovinyl-2-arsenic) et le Clark I (diphénylchlorarsine). Le phényldichlorarsine a aussi été utilisé.

## Dégradabilité
Ces produits sont plus ou moins dégradables voire biodégradables selon les conditions de température, de pression et de milieux.
Plusieurs types de microbes peuvent (en association) biodégrader certains de ces composés selon des mécanismes et processus de désintoxication qui commencent à être mieux compris. Ils jouent un rôle important dans le cycle pédogéochimique de l'arsenic, pouvant par exemple convertir l'acide méthylarsonique monosodique (MSMA) ou un médicament utilisé comme « activateur de croissance » par l'élevage industriel (le Roxarsone, ou acide 4-hydroxy-3-nitrophénylarsonique, dit [Rox (V) en arsénite inorganique, beaucoup plus toxique [As (III)]. Le gène qui permet cette conversion, dit « Arsenic inducible gene (arsI) » a été retrouvé chez de nombreux microorganismes eucaryotes, laissant penser qu'ils jouent un rôle important dans le cycle de l'arsenic.